# Gérson Magrão
Gérson Alencar de Lima Junior, genannt Gérson Magrão, (* 13. Juni 1985 in Diadema) ist ein brasilianischer Fußballspieler.

## Karriere
Er startete seine Karriere in der Jugendmannschaft des Cruzeiro EC aus Belo Horizonte. Früh ging er in die Niederlande zu Feyenoord Rotterdam. Danach ging es wieder zurück nach Brasilien u. a. wieder zu Cruzeiro. Mit diesem spielte Gérson Magrão im Finale der Copa Libertadores 2009, unterlag hier aber dem Estudiantes de La Plata aus Argentinien. Ein Wechsel danach brachte ihn in die Ukraine, wo er Meister wurde.
Für die Saison 2017 wechselte Gérson Magrão zu América Mineiro  In dem Jahr errang der Klub die Meisterschaft in der Série B und somit den Aufstieg in die Série A. Nachdem der Klub in der Série A  2018 nur 18. wurde, musste dieser direkt wieder in die Série B absteigen. Magrão wechselte im Januar 2019 zum Ligarivalen AA Ponte Preta.
Zur Saison 2020 erfolgte ein erneuter Wechsel. Gérson Magrão unterschrieb im Dezember 2019 beim EC Vitória. In seiner ersten Saison bei Vitória bestritt er 27 Spiele (keine Tore), davon 16 in der Série B 2020, drei im Copa do Brasil 2020 und acht im Copa do Nordeste.
Nachdem er bei Vitória zu keinen Einsätzen mehr gekommen war, wechselte Magrão Ende Mai 2021 zum Betim Futebol. Mit dem Klub trat er in der zweiten Liga der Staatsmeisterschaft von Minas Gerais an. Noch vor Beendigung des Turniers wechselte er im August des Jahres zum Ituano FC Mit diesem trat er in der Saison noch in 14 Spielen in der Série C 2021 (vier Tore) an und wurde mit dem Klub im November Meister.
Im Dezember 2022 wurde der Wechsel von Magrão zum EC Santo André bekannt. Der Vertrag wurde bis zum Ende der Staatsmeisterschaft von São Paulo 2023 im April befristet. Seitdem tingelt er weiter durch unterklassige Klubs seiner Heimat.

## Erfolge
Flamengo
- Taça Guanabara: 2007
- Staatsmeisterschaft von Rio de Janeiro: 2007

Cruzeiro
- Staatsmeisterschaft von Minas Gerais: 2009

Dynamo Kiew
- Ukrainischer Meister: 2008/09
- Ukrainischer Fußball-Supercup: 2009, 2011

Santos
- Recopa Sudamericana: 2012

América FC
- Série B: 2017

Ituano FC
- Série C: 2021